# Borisova gradina
Borisova gradina o Knyaz-Borisova gradina (en búlgaro: Борисова градина · Княз-Борисова градина, traducido como Jardín de Boris o Jardín de Knyaz Boris) es el parque más antiguo y conocido de Sofía, la capital de Bulgaria. Su construcción empezó en 1884 y debe su nombre al zar de Bulgaria Boris III. La historia del jardín abarca tres períodos bajo la dirección de tres renombrados jardineros. Todos ellos siguieron el esquema inicial, desarrollándolo y perfeccionándolo en lugar de hacer cambios radicales al diseño original.

## Historia

### Época de Neff (1882–1906)

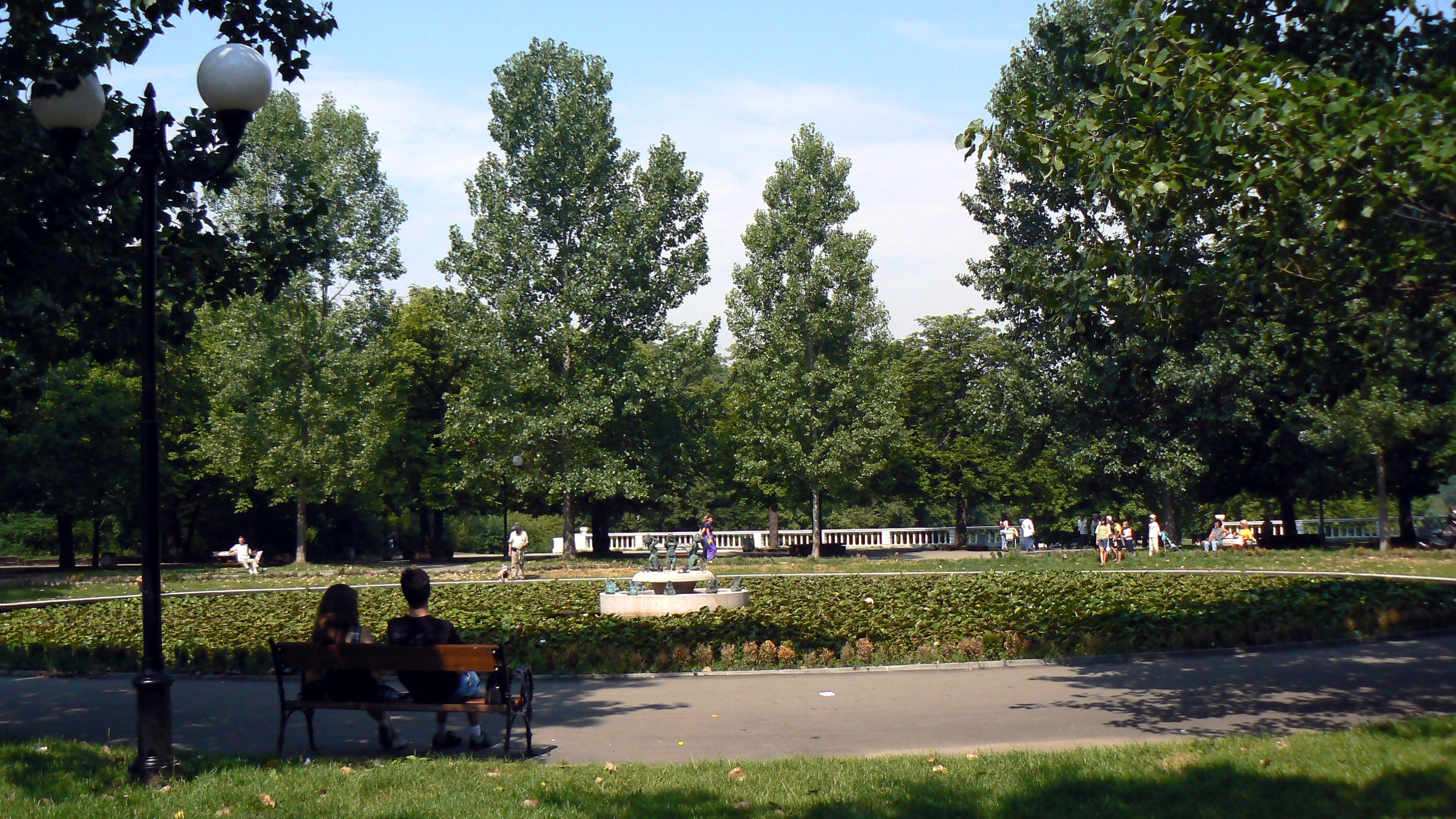
El lago de lirios de Borisova gradina.

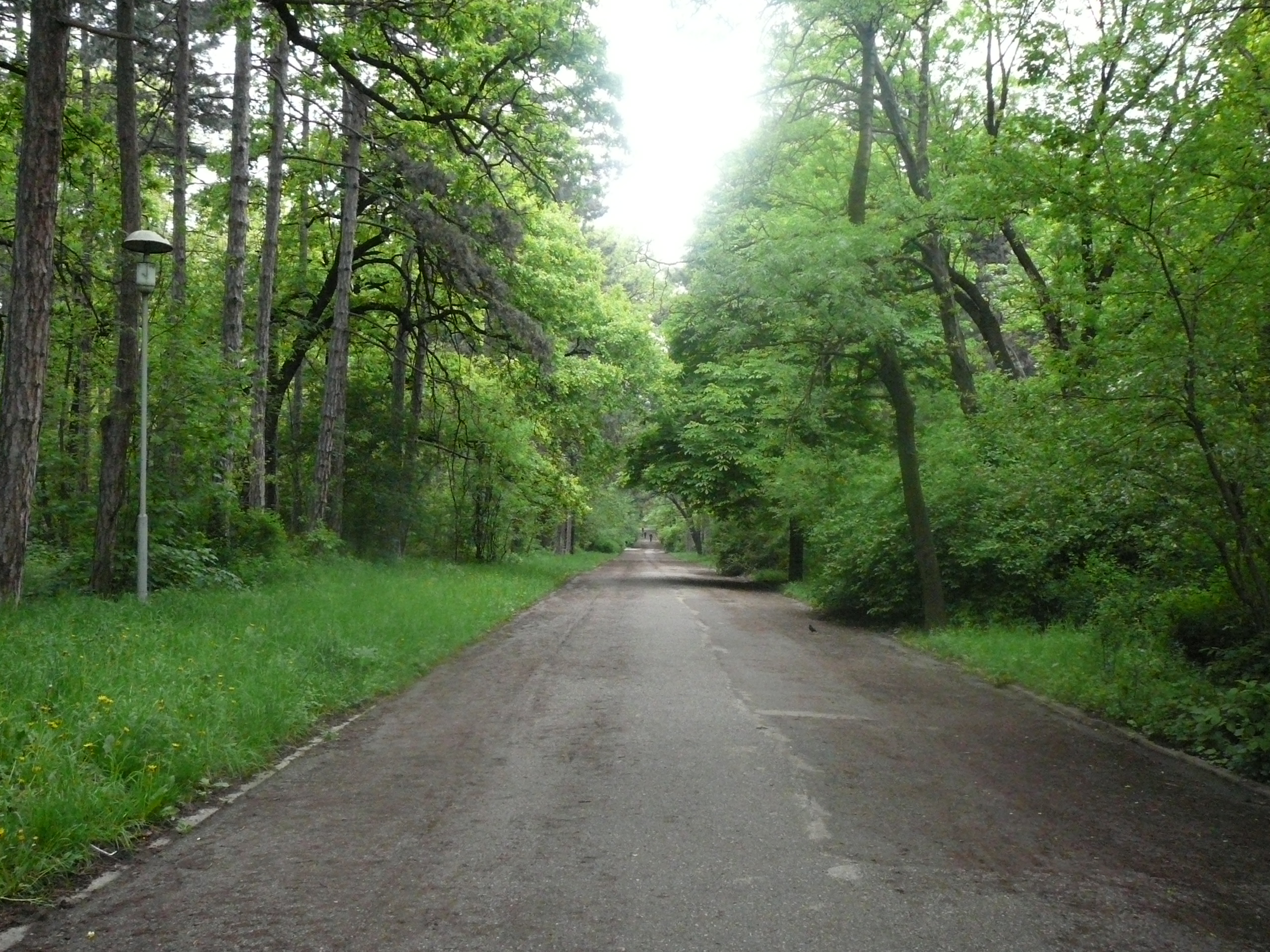
Un camino en Borisova gradina.

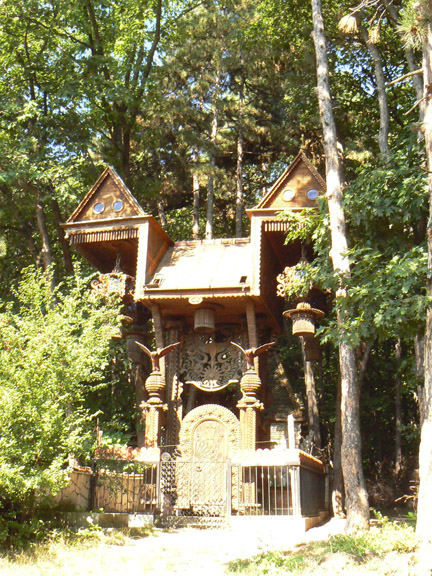
Una casa decorativa de madera en Borisova gradina, obra del tallista autodidacta Racho Angelov.

En 1882, el entonces alcalde de Sofía Ivan Hadzhienov se trajo al jardinero suizo Daniel Neff de Bucarest con la intención de que creara un jardín en la capital búlgara. Los planes iniciales del alcalde contemplaban establecer primero un gran vivero donde crecerían árboles, arbustos y flores para el futuro jardín, proporcionando también material para los jardines ya existentes y para las calles de la ciudad.
Neff realizó el primer proyecto del jardín en primavera de 1882, creó el vivero y se construyó una casa para él mismo. La construcción del jardín propiamente dicho empezó en 1884. Originalmente se plantaron árboles de acacia, se dispusieron jardines de flores, se construyó un pequeño lago artificial y todo el recinto estaba vallado con un seto de robles y espinos. El vivero producía árboles jóvenes que satisfacían las necesidades de la ciudad y también se vendían a los ciudadanos. Los más producidos eran las acacias, junto con moreras, flores trompeta, olmos, plataneros y otros. El vivero fue configurado como jardín en 1885 y tenía una superficie de 300 000 m² y cuatro caminos principales.
En los años siguientes, Borisova gradina creció hacia el suroeste y en 1889 se construyó el gran lago. Knyaz Fernando ordenó en 1888 la sustitución de la mayor parte de las acacias con robles, sicómoros, fresnos y abedules. En los años siguientes se plantaron árboles de hoja caduca provenientes de bosques cercanos, así como coníferas de Rila, pinos negrales y píceas.

### Época de Frei (1906–1934)
El alsaciano Joseph Frei fue nombrado director de todos los jardines y parques de Sofía en 1906. Reorganizó Borisova gradina según su propio proyecto, que desarrollaba el de Neff. Según su proyecto, Frei plantó los dos caminos principales en la parte baja del jardín y el jardín de tilos y castaños, y abrió el ancho camino central y los dos caminos laterales en la parte alta, desde el parque infantil hasta el Lago de los Peces. En esta época también se construyó la Fuente del Pueblo.
Mientras Neff era un admirador de las acacias, Frei tenía una pasión por las flores. Creó la rosaleda en lugar de edificios agrícolas demolidos, así como los numerosos viveros e invernaderos modernos. El jardín se extendió más al sur del bosque de robles hasta el moderno Bulevar Dragan Tsankov. Las plantaciones de frutas fueron sustituidas gradualmente con especies decorativas de árboles y arbustos, especialmente pinos y abetos, transformando el jardín en un magnífico parque.

### Época de Duhtev (1934–1944)

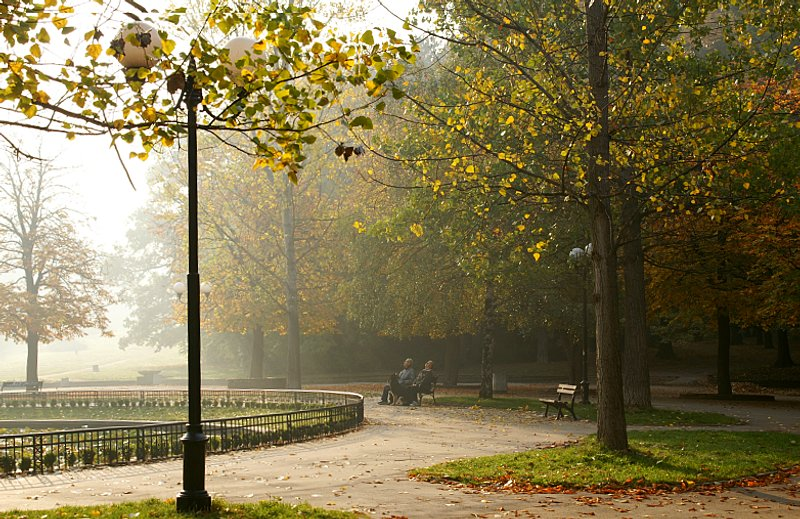
El lago de lirios en otoño.

El jardinero búlgaro Georgi Duhtev se convirtió en el director del Servicio de Parques y Jardines en 1934. Durante su etapa, se amplió la antigua rosaleda, que pasó a tener 7000 m², y se plantaron más de mil cuatrocientas nuevas especies de rosas. En 1940 se creó el Rincón Japonés sobre el Lago de los Peces, hacia la Calle Tsarigrad, usando las plantas enviadas por el ministro plenipotenciario japonés. Estas plantas representaban la flora nacional de Japón y fueron un regalo y un signo de amistad entre los pueblos japonés y búlgaro.
En torno a 1942 Borisova gradina tenía una superficie de 90 500 m², 68 600 m² de los cuales eran planificados y 4400 m² no; el resto, 17 350 m² estaba construido y comprendía el Baño de Verano, el Observatorio Universitario, la Escuela al Aire Libre, el Gran Lago, los campos de fútbol del CSKA y el Levski, el club de tenis, la pista de tenis diplomática, la pista de ciclismo y la Estación Rectificadora de Yunak.

### Historia posterior
Entre 1958 y 1959 se construyó la Torre de televisión de Borisova Gradina. Borisova gradina fue restaurado por última vez en 1986 bajo la dirección de Georgi Radoslavov. Ese mismo año fue declarado un monumento de la jardinería búlgara.

## Nombre
Aunque Knyaz Boris se convirtió en zar en 1918, no hay evidencia de que el nombre del parque se haya cambiado nunca oficialmente para reflejar este hecho. En su lugar (o, quizá, por esto), la palabra Knyaz fue suprimida gradualmente para convertirse simplemente en Borisova gradina o «Jardín de Boris».
Después de que el régimen comunista alcanzara el poder en 1944, el parque fue renombrado Park na Svobodata (en búlgaro: Парк на Свободата, literalmente «Parque de la Libertad»), hasta su caída en 1989, cuando recuperó su nombre original.